# بیابان تیه
تیه در منابع اسلامی، نام بیابانی است که قوم بنی‌اسرائیل به‌مدت چهل سال در آن سرگردان شدند. 

## واژه
کلمه «تیه» در قرآن نیامده، بلکه از تعبیر «یتیهون فی الارض» (مائده: ۲۶) گرفته شده‌است. مورخان و مفسران مسلمان، رویدادهایی مثل سایه افکندن ابر بر سر بنی‌اسرائیل، نزول من و سلوی و پیدایش چشمه‌های دوازده‌گانه از سنگ برای آنان و نیز مرگ موسی و هارون را در این بیابان دانسته‌اند.